# هيفي ميتال في بغداد
هيفي ميتال في بغداد (بالإنجليزية: Heavy Metal in Baghdad)‏ هو فيلم روك وثائقي صدر عام 2007 يتتبع المخرجين إيدي موريتي وسوروش ألفي أثناء تعقبهما لفرقة هيفي ميتال العراقيَّة أكراسيكاودا في خضم حرب العراق.

## ملخص
في عام 2003، كانت فرقة الهيفي ميتال العراقية أكراسيكاودا موضوع مقال في مجلة Vice. وبمساعدة المجلة، تمكنوا من تنظيم عرض ناجح في عام 2005 على الرغم من الإطاحة بصدام حسين مؤخراً. عاد صناع الأفلام من Vice إلى العراق في عام 2006 لتعقب الفرقة. وعند عودتهم اكتشفوا كثرة الموت والدمار، بما في ذلك استوديوهات التدريب التي دمرتها القنابل.
تتيح المقابلات الصريحة مع أعضاء الفرقة إلقاء نظرة ثاقبة على قسم فرعي من المجتمع غارق في الثقافة الشعبية الأمريكية والعداء الذي تجتذبه.

## إنتاج
تم تصوير الفيلم على مدى ثلاث سنوات. وشملت مواقع التصوير بغداد وأربيل في العراق، وبيروت، لبنان، ودمشق، سوريا. تم توزيع الفيلم من قبل شركة VBS.tv، وهي جزء من مجموعة Vice الإعلامية. أثناء التصوير، تبين أن الحكومة السورية لا تنوي تمديد تأشيرات الفرقة للبقاء في سوريا؛ ونتيجة لذلك، قام صناع الفيلم بحملة لجمع الأموال لنقل الفرقة إلى بلد أكثر أمانًا، بدلاً من العودة إلى العراق. في عام 2009، تم إعادة توطين الفرقة في الولايات المتحدة كلاجئين.

## يطلق
تم عرض الفيلم لأول مرة في مهرجان تورنتو السينمائي الدولي 2007 في 8 سبتمبر 2007. تبع ذلك عرض الفيلم في 10 فبراير في مهرجان برلين السينمائي الدولي. في 13 مارس 2008، تم عرض الفيلم في مهرجان سالونيك للأفلام الوثائقية في اليونان.
تم إصداره رسميًا في دور العرض في الولايات المتحدة في 23 مايو 2008 وتم إصداره بشكل محدود في دور العرض في المملكة المتحدة في 12 سبتمبر 2008.
تم عرض الفيلم في العديد من المهرجانات السينمائية الدولية الأخرى، بما في ذلك مهرجان Expresión en Corto السينمائي الدولي في المكسيك في 24 يوليو 2008. وتبع ذلك عرض الفيلم في 21 سبتمبر/أيلول 2008 في مهرجان هلسنكي السينمائي الدولي في فنلندا. أقيمت عروض أخرى للفيلم في المهرجانات الأوروبية في عام 2008 في 25 سبتمبر في مهرجان ريكيافيك السينمائي الدولي في أيسلندا ، وفي 10 أكتوبر في مهرجان غينت السينمائي الدولي في بلجيكا وفي مهرجان وارسو السينمائي الدولي في بولندا أيضًا في 10 أكتوبر.

### دي في دي
تم إصدار الفيلم على DVD في الولايات المتحدة في 10 يونيو. تتضمن النسخة المخصصة لهواة الجمع أكثر من 90 دقيقة من المواد الإضافية. يتضمن هذا مقطعًا قصيرًا مدته 45 دقيقة، وسبعة مشاهد إضافية ومحذوفة (عروض حية ومقابلات)، وكتيبًا من 8 صفحات يتضمن المقال الأصلي لمجلة Vice بعنوان "لا حرب للميتال الثقيل" بالإضافة إلى مقطع دعائي.

### كتاب
صدر كتاب مصاحب للفيلم في عام 2009 بعنوان "الهيفي ميتال في بغداد - قصة أكراسيكاودا". تم تحرير الكتاب من قبل آندي كابر، محرر مجلة Vice في المملكة المتحدة وأوروبا. يقدم الكتاب تاريخًا شفهيًا لرحلة الفرقة، يتكون من مقابلات مطولة مع أعضاء رئيسيين.

## استقبال
على موقع روتن توميتوز، 83% من 24 مراجعة نقدية إيجابية، بمتوسط تقييم 6.4/10. ويتفق الموقع على أن الفيلم على الرغم من كونه فيلمًا وثائقيًا روكيًا على غرار أفلام غونزو، يتتبع ثروات فرقة الهيفي ميتال العراقية الوحيدة، Acrassicauda، إلا أن الفيلم في الواقع رواية مؤثرة وعاطفية عن أزمة الشرق الأوسط.
أشادت صحيفة نيويورك تايمز بالفيلم ووصفته بأنه "إنجاز جريء وغير متوقع ورائع تمامًا في مجال التقارير الصحفية... فهو شهادة مؤثرة على محنة التعبير الثقافي في بغداد وتقرير مذهل عن مشهد اللاجئين في سوريا، وهذا الفيلم الوثائقي الروك لا مثيل له يضفي طابعًا كهربائيًا على نوعه ويعيد تعريف هز الرأس باعتباره فعلًا من أفعال الشجاعة الشديدة".
وصفت صحيفة لوس أنجلوس تايمز الفيلم بأنه "أكثر من مجرد فيلم وثائقي عن العراق، فإن فيلم "Heavy Metal" هو نظرة قريبة بشكل مدهش إلى ثمن الحرب على الشباب، وكيف لا يزال لديهم أحلام وما زالوا يريدون العزف والاحتفال والاستمتاع. إذا كان فيلم "Once" يتحدث عن رومانسية الإبداع، فإن فيلم "Heavy Metal in Iraq" يتحدث عن الهوس الكامل الذي لا يلين. ليس لديهم خيار. يجب أن يتألقوا".
في تقريره عن العرض الأول للفيلم في مهرجان تورنتو السينمائي الدولي لعام 2007، وصفت مجلة رولينج ستون الفيلم بأنه "أقوى فيلم موسيقي" في المهرجان.
وحظي الفيلم أيضًا بردود أفعال إيجابية من المنشورات البريطانية الرائدة مثل صحيفة الديلي تلغراف والغارديان. وأشادت صحيفة الغارديان بالفيلم لأنه "يجسد العنف الثقافي والإنساني الذي تعرضت له تلك العاصمة الرائعة بشكل أقوى من العديد من الأفلام الوثائقية الأكثر روعة... ورغم كفاحهم لبناء قاعدة جماهيرية، وانتهاءهم بالبحث عن ملجأ في سوريا، فإن أحلامهم لا تزال قائمة، ولا تزال مشتعلة بشدة في نهاية هذا الفيلم المعذب والملهم". ووصفت صحيفة الجارديان الفيلم بأنه "رائع".

## روابط خارجية
- الموقع الرسمي
- هيفي ميتال في بغداد على موقع IMDb (الإنجليزية)
- هيفي ميتال في بغداد على موقع روتن توميتوز (الإنجليزية)
- هيفي ميتال في بغداد على موقع نتفليكس (الإنجليزية)
- هيفي ميتال في بغداد على موقع ألو سيني (الفرنسية)
- هيفي ميتال في بغداد على موقع Turner Classic Movies (الإنجليزية)
- هيفي ميتال في بغداد على موقع أول موفي (الإنجليزية)
- هيفي ميتال في بغداد على موقع بوكس أوفيس موجو (الإنجليزية)
- هيفي ميتال في بغداد على موقع فيلمافينيتي (الإسبانية)
- هيفي ميتال في بغداد على موقع قاعدة بيانات الفيلم (الإنجليزية)
- هيفي ميتال في بغداد على موقع ليتربوكسد (الإنجليزية)